# Чобіт Дмитро Васильович
Дмитро́ Васи́льович Чо́біт (нар. 19 лютого 1952, м. Броди) — український історик, політик, письменник, публіцист, краєзнавець. Член Національної спілки письменників України, Національної спілки журналістів України і Національної спілки краєзнавців України.

## Біографія
Народився 19 лютого 1952 року в м. Броди на Львівщині.
1979 року закінчив історичний факультет Київського державного університету ім. Т. Шевченка. Працював робітником Бродівського консервного заводу, лаборантом Бродівського педучилища, вчителем Немирівської середньої школи і тренером Червоноармійської (Радивилівської) ДЮСШ на Рівненщині, головою Бродівської районної ради і Бродівської районної державної адміністрації. Упродовж 1980—1991 років — директор Бродівського історико-краєзнавчого музею.

## Політична діяльність
1991 — квітень 2002 років — народний депутат України.

## Творчість
Автор документально-публіцистичних книжок «Свистун, або Чи можна політичного банкрута обирати керівником держави» (1999, про Леоніда Кучму), «Час підлої зради», «Нарцис. Штрихи до політичного портрета Віктора Медведчука» (2001), «Монолітне болото», «Макуха. Штрихи до політичного портрету Блоку Юлії Тимошенко» (2008, у двох книгах — «Фарисеї за роботою» (перше видання — 2006) та «Юлія Тимошенко»)
Після виходу книги «Нарцис» Віктор Медведчук подав позов до Печерського районного суду міста Києва про визнання 99 фактів, опублікованих у книзі такими, що не відповідають дійсності, ганьблять честь, гідність та ділову репутацію. Печерський суд, розглянувши матеріали, надані автором, виніс рішення, що в книзі опублікована недостовірна інформація і зобов'язав видавців спростувати її та виплатити грошову компенсацію. Автор оскаржив цей вирок у Верховному Суді України, який 4 липня 2007 ухвалив рішення, яким відхилив усі вимоги Віктора Медведчука щодо визнання епізодів книги недостовірними.

## Історичні та краєзнавчі праці
- Чобіт Д. Броди. Краєзнавчий нарис. — Львів : Каменяр. — 1984. — 39 с.
- Чобіт Д. Що залишимо у спадок. Берегти і використовувати архітектурні пам'ятки // Прапор комунізму (газета), Броди. — 1988. — 19 січ. — С. 3.
- Чобіт Д. Місто на Бродах. З історії забудови Бродів // Прапор комунізму. — Броди, 1988. — 19 квіт. — С. 3.
- Чобіт Д. Ідеальне місто. З історії забудови Бродів // Прапор комунізму. — Броди, 1988. — 21 квіт. — С. 3.
- Чобит Д. В. Источниковедческие работы по истории Освободительной войны украинского народа 1648—1654 гг. // Советское славяноведение. — 1988. — № 2.
- Чобіт Д. Підгірці // Пам'ятки України. — 1996. — № 2. — С. 18–25.
- Чобіт Д. Нове в українській військово-історичній науці // Військо України. — 1997. — № 7–8.
- Чобіт Д. Битва під Берестечком. — 1998.
- Чобіт Д. Підгірці. Історико-архітектурна перлина України. — Броди: Просвіта, 1998.
- Чобіт Д. Як виникло місто Броди. — Броди: Просвіта, 2002. — 48 с.
- Чобіт Д. Олеський замок. — Броди: Просвіта, 2003.
- Чобіт Д. Почаївська Свято-Успенська лавра. — Броди: Просвіта, 2004.
- Чобіт Д. Свята Софія Київська. — Броди: Просвіта, 2005.
- Чобіт Д. Михалівський Золотоверхий монастир. — Броди: Просвіта, 2005.
- Чобіт Д. Знамениті пам'ятки Підкаменя. — Броди: Просвіта, 2008. — 56 с.; іл.
- Чобіт Д. Броди та його округа княжих часів Русі-України X—XV ст. (Воєнно-історичне дослідження) — Броди: Просвіта, 2008. — 244 с.; іл.
- Чобіт Д. Захист водою як основа фортифікацій міста Броди XIII—XVII ст. // Галицька Брама: Броди і Брідщина. — № 1–2. — Львів, 2008. — С. 11–13.
- Чобіт Д. Фортифікації міста Броди XVI—XVII ст. — Броди: Просвіта, 2010. — 184 с. — ISBN 966-7544-42-3.
- Чобіт Д. Клавдій Птоломей і Амадоцьке озеро // Пам'ятки України. — К., 2013. — № 10 (230) (жовтень). — 80 с. — С. 34—55.
- Соломка Р., Чобіт А., Чобіт Д. Олеський замок. Історико-архітектурний нарис. — видання четверте, виправлене та доповнене. — Броди: Просвіта, 2013. — 48 с.
- Чобіт Д. Трагедія Гути Пеняцької. Причини, перебіг, наслідки // Культура і життя. — 2018. — № 17–24, 26, 28–30, 33–43, 45—51.
- Чобіт Д. Загибель Гути Пеняцької 28 лютого 1944 року. Книга перша. Трагедія / Передмова В. Сергійчука / Бібліотека газети «Культура і життя», книга 4 / Національна спілка краєзнавців України, Львівська обласна організація. — К. : ВД «Українська культура», 2020. — 612 с., іл. — ISBN 978-966-97958-2-3[6]